# Dolichopus soccatus
Dolichopus soccatus är en tvåvingeart som beskrevs av Walker 1849. Dolichopus soccatus ingår i släktet Dolichopus och familjen styltflugor.
Artens utbredningsområde är Ontario. Inga underarter finns listade i Catalogue of Life.